# Luis Felipe Castillo
Luis Felipe Castillo (Fantino, 10 de março de 1995) é um jogador de beisebol dominicano, que joga na posição de arremessador (pitcher).

## Carreira
Castillo compôs o elenco da Seleção Dominicana de Beisebol nos Jogos Olímpicos de Verão de 2020 em Tóquio, onde conquistou a medalha de bronze após derrotar a equipe sul-coreana na disputa pelo pódio.